# Mouila
Mouila là tỉnh lỵ tỉnh Ngounié, miền trung Gabon. Thành phố nằm bên sông Ngounié.

## Khí hậu
Mouila có khí hậu xavan (phân loại khí hậu Köppen Aw).
| Dữ liệu khí hậu của Mouila              | Dữ liệu khí hậu của Mouila | Dữ liệu khí hậu của Mouila | Dữ liệu khí hậu của Mouila | Dữ liệu khí hậu của Mouila | Dữ liệu khí hậu của Mouila | Dữ liệu khí hậu của Mouila | Dữ liệu khí hậu của Mouila | Dữ liệu khí hậu của Mouila | Dữ liệu khí hậu của Mouila | Dữ liệu khí hậu của Mouila | Dữ liệu khí hậu của Mouila | Dữ liệu khí hậu của Mouila | Dữ liệu khí hậu của Mouila |
| Tháng                                   | 1                          | 2                          | 3                          | 4                          | 5                          | 6                          | 7                          | 8                          | 9                          | 10                         | 11                         | 12                         | Năm                        |
| --------------------------------------- | -------------------------- | -------------------------- | -------------------------- | -------------------------- | -------------------------- | -------------------------- | -------------------------- | -------------------------- | -------------------------- | -------------------------- | -------------------------- | -------------------------- | -------------------------- |
| Trung bình ngày tối đa °C (°F)          | 31.3 (88.3)                | 32.0 (89.6)                | 32.1 (89.8)                | 32.2 (90.0)                | 31.0 (87.8)                | 28.3 (82.9)                | 27.3 (81.1)                | 27.6 (81.7)                | 29.4 (84.9)                | 30.8 (87.4)                | 30.9 (87.6)                | 30.7 (87.3)                | 30.3 (86.5)                |
| Trung bình ngày °C (°F)                 | 28.8 (83.8)                | 27.3 (81.1)                | 27.3 (81.1)                | 27.5 (81.5)                | 26.9 (80.4)                | 24.8 (76.6)                | 23.7 (74.7)                | 24.1 (75.4)                | 25.6 (78.1)                | 26.7 (80.1)                | 26.7 (80.1)                | 26.6 (79.9)                | 26.3 (79.3)                |
| Tối thiểu trung bình ngày °C (°F)       | 26.2 (79.2)                | 22.5 (72.5)                | 22.5 (72.5)                | 22.7 (72.9)                | 22.8 (73.0)                | 21.3 (70.3)                | 20.0 (68.0)                | 20.6 (69.1)                | 21.8 (71.2)                | 22.5 (72.5)                | 22.4 (72.3)                | 22.5 (72.5)                | 22.3 (72.1)                |
| Lượng Giáng thủy trung bình mm (inches) | 223.4 (8.80)               | 226.4 (8.91)               | 249.3 (9.81)               | 239.9 (9.44)               | 165.7 (6.52)               | 20.4 (0.80)                | 5.4 (0.21)                 | 7.9 (0.31)                 | 51.3 (2.02)                | 342.3 (13.48)              | 397.1 (15.63)              | 231.3 (9.11)               | 2.160,4 (85.06)            |
| Số ngày giáng thủy trung bình           | 15.5                       | 13.3                       | 16.2                       | 15.2                       | 13.2                       | 2.9                        | 3.5                        | 4.4                        | 8.8                        | 20.5                       | 21.4                       | 15.6                       | 150.5                      |
| Độ ẩm tương đối trung bình (%)          | 82                         | 80                         | 80                         | 82                         | 82                         | 83                         | 82                         | 81                         | 79                         | 80                         | 81                         | 82                         | 81                         |
| Nguồn: NOAA                             |                            |                            |                            |                            |                            |                            |                            |                            |                            |                            |                            |                            |                            |